# Francesca Tubetti
Francesca Tubetti (Monfalcone, 6 agosto 1982) è una politica italiana, dal 23 ottobre 2022 senatrice della Repubblica per Fratelli d'Italia nella XIX legislatura..

## Biografia
Nata il 6 agosto 1982 a Monfalcone, in provincia di Gorizia, svolge la professione di intermediario assicurativo. Presso l'Istituto statale d'arte "Max Fabiani" di Gorizia, dove ha conseguito il diploma di maturità, inizia il suo impegno politico, venendo eletta per diversi anni rappresentante di classe e rappresentante d'istituto della Consulta provinciale degli Studenti fino all'anno scolastico 1999/2000 in cui viene eletta vicepresidente provinciale della stessa Consulta.
Nel 2001 incomincia la militanza in Alleanza Nazionale (AN) di Gianfranco Fini.
Nel 2004 comincia l'esperienza amministrativa a Fogliano Redipuglia candidata in liste civiche di centro-destra, prima nelle file dell'opposizione, poi per due mandati in quelle della maggioranza, rivestendo nel primo mandato il ruolo di capogruppo e consigliere delegato alla cultura, sport, associazioni e politiche giovanili; poi nel secondo mandato di vicesindaco e assessore con le stesse deleghe del precedente incarico.
Nel 2005 diviene presidente del circolo monfalconese di Azione Giovani, movimento giovanile di Alleanza Nazionale, e successivamente presidente provinciale dello stesso partito.
Alle elezioni amministrative del 2006 e del 2011 viene candidata al consiglio provinciale di Gorizia, tra le liste di AN nei collegi elettorali “Ronchi 2” e "Sagrado" e del PdL in quello "Monfalcone IV", risultando in entrambe le occasioni tuttavia non eletta.
Dal 2007 è Presidente dell'associazione di promozione sociale Fenice Julia, che si occupa di progetti formativi per le categorie disagiate.
Dal 2008 al 2011 è stata presidente provinciale di Giovane Italia e nel 2010 ne diventa dirigente nazionale.
Nel marzo 2012 viene eletta vicepresidente vicario provinciale del Popolo delle Libertà. Nell'ottobre del 2013 lascia il Popolo della Libertà per fondare nella provincia di Gorizia il movimento politico “Fratelli d’Italia – Centrodestra nazionale”.
Dal 2016 al 2018 è stata assessore all'istruzione presso il comune di Monfalcone.
Dal 2019 al 2022 è stata membro del consiglio d'amministrazione di ATER (Azienda Territoriale per l'Edilizia Residenziale) di Gorizia.
Alle elezioni politiche anticipate del 2022 viene candidata al Senato della Repubblica, tra le liste di Fratelli d'Italia nel collegio plurinominale Friuli-Venezia Giulia - 01 in seconda posizione, risultando eletta senatrice. Nella XIX legislatura della Repubblica, oltre ad essere la più giovane senatrice di Palazzo Madama, è segretaria della 6ª Commissione Finanze e Tesoro.